# Pauline Allin
Pauline Allin, née le 2 mai 1995 à Saintes, est une coureuse cycliste professionnelle française. Elle est membre de l'équipe Arkéa.

## Biographie
Son père est cycliste, tout comme son frère. Elle commence le cyclisme à l'âge de 15 ans. En 2019, elle entraîne la DN2 de la Team U Cube 17.
En 2020, sur la sixième étape du Tour de l'Ardèche, elle fait partie de l'échappée de sept coureuses qui sortent au bout de vingt-cinq minutes de course. L'avance atteint les huit minutes sur le peloton. Dans la montée finale vers le château de Rochemaure, Pauline Allin, Heidi Franz et Christa Riffel se disputent la victoire et franchissent l'arrivée dans cet ordre,,.
En 2025 elle devient la directrice sportive de la WCC Team, l'équipe continentale féminine accompagnée le centre mondial du cyclisme.

## Palmarès sur route

### Par années
- 2015
  - 3e du Tour de Charente-Maritime féminin (cdf)
- 2016
  - 3e du championnat de France sur route espoirs
- 2017
  - 3e du Tour de Charente-Maritime féminin (cdf)
- 2018
  - 2e de la coupe de France
  - 2e du Tour de Charente-Maritime féminin (cdf)
  - 3e du Grand Prix Trévé-Le Ménec-Loudéac (cdf)
  - 3e de La Picto-Charentaise (cdf)
- 2020
  - 6e étape du Tour de l'Ardèche

### Résultats sur les grands tours

#### Tour de France
1 participation
- 2022 : 95e

### Classements mondiaux
| Année                                 | 2020 | 2021 | 2022  | 2023  |
| ------------------------------------- | ---- | ---- | ----- | ----- |
| Classement UCI                        | 381e | nc   | 1155e | 1059e |
|                                       |      |      |       |       |
| Légende : nc = non classéSource : UCI |      |      |       |       |